# James Bedford
James Hiram Bedford (20 tháng 4 năm 1893 - 12 tháng 1 năm 1967) là một giáo sư tâm lý học Đại học California đã viết nhiều sách về tư vấn nghề nghiệp. Ông là người đầu tiên mà cơ thể được trữ lạnh sau cái chết hợp pháp, và người vẫn còn lưu giữ tại Alcor Life Extension Foundation.

## Trữ lạnh cái chết
Năm 1967, Bedford bị ung thư thận di căn sang phổi và không còn sống được bao lâu, mặc dù tích cực điều trị nhưng không khả quan. Trong quá trình điều trị căn bệnh quái ác này, ông không sợ những cơn đau hành hạ bản thân mà chỉ sợ rằng không thể tận hưởng những thứ mà mình đang có lâu dài hơn. Một lần Bedford đọc được ý tưởng đông lạnh cơ thể trong cuốn sách The Prospect of Immortality (Triển vọng bất tử) của tiến sĩ Robert Ettinger - cũng là sáng lập viên Cryonics Institute - đơn vị chuyên cung cấp các dịch vụ đóng băng cơ thể sau chết. Với tham vọng có thể... bất tử hoặc ít nhất là kéo dài sự sống thêm vài chục năm đến khi khoa học tiên tiến có thể chữa căn bệnh quái ác, James Bedford đã gặp Robert và đồng ý tham gia thử nghiệm này. Ông còn tuyên bố sẽ dùng tiền túi của mình để chi trả. Robert vô cùng tự tin vào thí nghiệm của mình, thậm chí còn tuyên bố, Bedford sẽ ''thức dậy'' vào năm 2017, tức 50 năm sau.
Ngày 12/1/1967, Bedford ngừng tim trong một viện dưỡng lão ở tuổi 73, sau đó được hô hấp tim và xoa bóp nhân tạo nhằm duy trì lưu thông máu. Trước khi được nằm trong một bể chứa nitơ lỏng ở âm 196 độ C, lượng máu trong cơ thể Bedford được rút ra rồi tiêm dimethyl sulfoxide vào cơ thể để bảo vệ nội tạng. Thi thể Bedford được đưa vào một quan tài, chở về nhà riêng rồi sau đó chuyển đến trung tâm đông lạnh Cryo - Care ở Phoenix, Arizona. Năm 1977, vì chi phí bảo quản cơ thể Bedford ngày một tăng cao nên con trai ông đã phải đem cơ thể cha về đặt tại nhà, thỉnh thoảng tự nạp ni tơ lỏng.

## Cái chết
Cơ thể của Bedford vẫn giữ được trạng thái đóng băng cho đến lần được kiểm tra duy nhất vào ngày 25/5/1991, da trên cổ và thân trên của Bedford đã bị đổi màu, mũi bị sụp và xuất hiện hai lỗ thủng trên cơ thể. Mũi và miệng của ông có vết máu, mắt mở hé và giác mạc có màu trắng của băng.
Năm 2017, thời điểm mà Robert đã dự đoán rằng vị tỷ phú này sẽ thức dậy trôi qua, tuy nhiên kết quả thì không đúng như mong đợi. Tình trạng của Bedford vẫn chưa được đánh giá là chết về mặt lý thuyết, nhưng cũng... không được coi là sống.
Theo các nhà khoa học, thực tế James Bedford đã chết từ khi bước vào quá trình thử nghiệm đóng băng cơ thể. Hiện, cơ thể đóng băng của Bedford vẫn đang nằm trong phòng thí nghiệm tại Tổ chức Kéo dài Sự sống Alcor.